# Logny-lès-Aubenton
Logny-lès-Aubenton es una comuna francesa situada en el departamento de Aisne, de la región de Alta Francia.

## Geografía
Está ubicada a 22 km al este de Vervins.

## Demografía
| 125 | 106 | 90 | 70 | 82 | 73 | 77 | 75 |
| Para los censos de 1962 a 1999 la población legal corresponde a la población sin duplicidades (Fuente: INSEE [Consultar]) |     |    |    |    |    |    |    |